# Campionato Internazionale 1919-1920
La stagione 1919-1920 è stato il decimo Campionato Internazionale, e ha visto campione l'Hockey Club Rosey-Gstaad.

## Qualificazione
| Gstaad 18 gennaio 1920 | Château-d'Œx | 5 – 0 referto | Bellerive Vevey II |  |

| Gstaad 18 gennaio 1920 | Servette II | 2 – 0 referto | HC Bern |  |

## Quarti di finale
| Gstaad 18 gennaio 1920 | Rosey-Gstaad | 11 – 0 referto | Caux |  |

| Gstaad 18 gennaio 1920 | Bellerive Vevey | 4 – 1 referto | Château-d'Œx |  |

| Gstaad 18 gennaio 1920 | Servette | 6 – 3 referto | La Villa Ouchy |  |

| Gstaad 18 gennaio 1920 | Nautique-Genève | 1 – 0 referto | Servette II |  |

## Semifinali
| Gstaad 18 gennaio 1920 | Rosey-Gstaad | 4 – 0 referto | Bellerive Vevey |  |

| Gstaad 18 gennaio 1920 | Servette | 7 – 2 referto | Nautique-Genève |  |

## Finale
| Gstaad 18 gennaio 1920 | Rosey-Gstaad | 3 – 2 referto | Servette |  |

## Verdetti
| Campionato Internazionale 1919-1920 | Campionato Internazionale 1919-1920 |
| ----------------------------------- | ----------------------------------- |
| Campionato Internazionale           | Rosey-Gstaad                        |